# Skrukeby
Skrukeby är kyrkbyn i Östra Skrukeby socken i Linköpings kommun i Östergötlands län.
I byn ligger Östra Skrukeby kyrka.